# 八壺豆
八壺豆（八壷豆、やつぼまめ）は豆菓子の一種で、三重県桑名市多度町の名物。多度豆（たどまめ）とも呼ばれる。
大豆を核にして、きな粉と砂糖水を混ぜたもので固めて3倍程度の大きさの球状にする。その後、白砂糖で包み込んで作られる。
八壺豆は、多度大社の参詣者のための土産菓子として江戸時代に考案された。現在も門前町の名物として親しまれている。八壺豆の名称は多度山の八壺渓谷に由来し、八壺渓谷にある、みそぎ滝のしぶきをかたどったものとされている。